# Big Brother and the Holding Company (musikalbum)
Big Brother and the Holding Company var det självbetitlade debutalbumet av den amerikanska rockgruppen Big Brother and the Holding Company. Det var även Janis Joplins skivdebut. Albumet lanserades i augusti 1967 på Mainstream Records. Albumet blev en hyfsad kommersiell framgång och gruppen fick en mindre hit i USA med singeln "Down on Me" som nådde #43 på Billboard Hot 100-listan. Deras spelning på Monterey Pop Festival i juni samma år hade gett gruppen uppmärksamhet. Gruppens stora genombrott kom med deras andra album Cheap Thrills som släpptes ett år senare. Rättigheterna till debutalbumet köptes senare upp av Columbia Records som gett ut det i flera nyutgåvor på 1970-talet. Columbia lade till två låtar som ursprungligen inte fanns med på albumet, dessa var "Co Co" och "The Last Time".
Musikkritikern Robert Christgau tog med albumet i sin lista "The 40 Essential Albums of 1967".

## Låtlista
(upphovsman inom parentes)
1. "Bye, Bye Baby" (Powell St. John) - 2:35
2. "Easy Rider" (James Gurley) - 2:21
3. "Intruder" (Janis Joplin) - 2:25
4. "Light Is Faster Than Sound" (Peter Albin) - 2:29
5. "Call on Me" (Sam Andrew) - 2:32
6. "Women Is Losers" (Joplin) - 2:01
7. "Blindman" (Albin, Andrew, David Getz, Gurley, Joplin) - 2:00
8. "Down on Me" (Trad. arr. Joplin) - 2:02
9. "Caterpillar" (Albin) - 2:15
10. "All Is Loneliness" (Moondog) - 2:15

## Listplaceringar
- Billboard 200, USA: #60[2]
- Billboard R&B Albums, USA: #28